# 镰叶越桔
镰叶越桔（学名：Vaccinium subfalcatum）为杜鹃花科越桔属下的一个种。

## 扩展阅读
- 維基物種上的相關：镰叶越桔